# Аратинга сіроголовий
Аратинга сіроголовий (Aratinga auricapillus) — вид папугоподібних птахів родини папугових (Psittacidae). Поширений в Південній Америці.

## Поширення
Вид поширений у басейні Амазонки в південно-східній Колумбії, східному Еквадорі, східному Перу та північному сході Бразилії. Населяє тропічні ліси вздовж річок, болота, лісові ділянки у вологих саванах, вторинні ліси та вирубки з ізольованим лісом на висоті до 750 м. Іноді його можна спостерігати на узліссях або кавових плантаціях.

## Опис
Аратинга сіроголовий досягає розміру 28 см, довжини крил 140—150 мм і ваги 95-115 г. Оперення переважно зелене. Верх грудей оливково-зелений, низ черевця зеленувато-жовтий. Голова сіро-коричнева, кожне перо має матово-блакитну окантовку. Первинні криючі чорні з синьою облямівкою, інші зелені з блакитною облямівкою на кінцях зовнішніх прапорців. Верхній бік хвоста синій із зеленуватою основою, нижній — чорний. Виразне, неперисте очне кільце біле. Дзьоб чорний, восковиця червонувато-сіра. Райдужка світло-жовта. Ноги і ступні сірі.

## Спосіб життя
Трапляється парами або, поза сезоном розмноження, групами від трьох до восьми птахів. Зрідка утворює зграї від 75 до 100 особин, коли достатньо їжі. Раціон складається з насіння, фруктів, квітів і ягід. Він також оглядає гнилі дерева на наявність комах та їхніх личинок. Він часто літає в місця в тропічних лісах або на берегах річок, де ґрунт містить мінеральні речовини.
У Болівії та Колумбії період розмноження триває з липня, в інших регіонах з лютого по травень. Гніздиться на мертвих деревах, пальмах або деревних термітниках на висоті від 4 до 15 м. Молодих птахів вирощують обидва батьки. У неволі пара може виростити до трьох виводків на рік.